# Капелна
45°42′ пн. ш. 18°04′ сх. д. / 45.70° пн. ш. 18.06° сх. д.
Капелна (хорв. Kapelna) — населений пункт у Хорватії, в Осієцько-Баранській жупанії у складі громади Вилєво.

## Населення
Населення за даними перепису 2011 року становило 294 осіб.
Динаміка чисельності населення поселення:

## Клімат
Середня річна температура становить 11,15 °C, середня максимальна – 25,34 °C, а середня мінімальна – -5,74 °C. Середня річна кількість опадів – 677 мм.
| Клімат поселення                              | Клімат поселення | Клімат поселення | Клімат поселення | Клімат поселення | Клімат поселення | Клімат поселення | Клімат поселення | Клімат поселення | Клімат поселення | Клімат поселення | Клімат поселення | Клімат поселення | Клімат поселення |
| Показник                                      | Січ.             | Лют.             | Бер.             | Квіт.            | Трав.            | Черв.            | Лип.             | Серп.            | Вер.             | Жовт.            | Лист.            | Груд.            |                  |
| Середній максимум, °C                         | 6,14             | 8,10             | 12,56            | 17,30            | 22,43            | 25,34            | 24,90            | 24,36            | 20,16            | 14,84            | 9,16             | 4,97             |                  |
| Середня температура, °C                       | 0,21             | 2,20             | 6,65             | 11,35            | 16,50            | 19,41            | 21,42            | 20,88            | 16,69            | 11,36            | 5,68             | 1,50             |                  |
| Середній мінімум, °C                          | −5,74            | −3,76            | 0,71             | 5,42             | 10,57            | 13,49            | 17,95            | 17,41            | 13,20            | 7,88             | 2,20             | −1,99            |                  |
| Норма опадів, мм                              | 41               | 38               | 40               | 52               | 64               | 87               | 62               | 63               | 53               | 58               | 67               | 52               |                  |
| Середньомісячна швидкість вітру, м/с          | 2.30             | 2.50             | 2.80             | 2.70             | 2.40             | 2.20             | 2.20             | 2.00             | 2.00             | 2.04             | 2.20             | 2.30             |                  |
| Середньомісячна сонячна радіація, кДж/м²·день | 4145             | 6853             | 10740            | 15334            | 19386            | 21483            | 22256            | 20064            | 14836            | 9148             | 4666             | 3482             |                  |
| --------------------------------------------- | ---------------- | ---------------- | ---------------- | ---------------- | ---------------- | ---------------- | ---------------- | ---------------- | ---------------- | ---------------- | ---------------- | ---------------- | ---------------- |
| Джерело:                                      |                  |                  |                  |                  |                  |                  |                  |                  |                  |                  |                  |                  |                  |